# 学階
学階（がっかい）とは僧侶の位階を示すものの一つ。僧階とは異なり、僧侶個人の宗派の教学知識によって定まるものである。
位階の名称や区分けについては各宗派において異なる。

## 天台宗の法階
天台宗では法階と呼ぶ。
- 天台座主（てんだいざす）
- 探題（たんだい）
- 已講（いこう）
- 擬講（ぎこう）
- 望擬講（ぼうぎこう）

## 浄土真宗本願寺派の学階
龍谷山本願寺（西本願寺）を本山と仰ぐ浄土真宗本願寺派においては、学階規定に基づき、上位から順に以下の5つを設けている。
- 勧学（かんがく）
- 司教（しきょう）
- 輔教（ほきょう）
- 助教（じょきょう）
- 得業（とくごう）

特に勧学・司教については和上（わじょう）と尊称される。